# 神泉苑
神泉苑（しんせんえん）是位在日本京都府京都市中京區的東寺真言宗寺院。本尊聖觀音、開基（創立者）為空海。位在二條城之南，原本是平安京大內裏旁的禁苑，曾經是規模廣大的庭園。傳說是源義經和靜御前相遇的場所。

## 關連項目
- 東寺

## 外部連結
- 神泉苑 （页面存档备份，存于）